# ホッケン・ミー

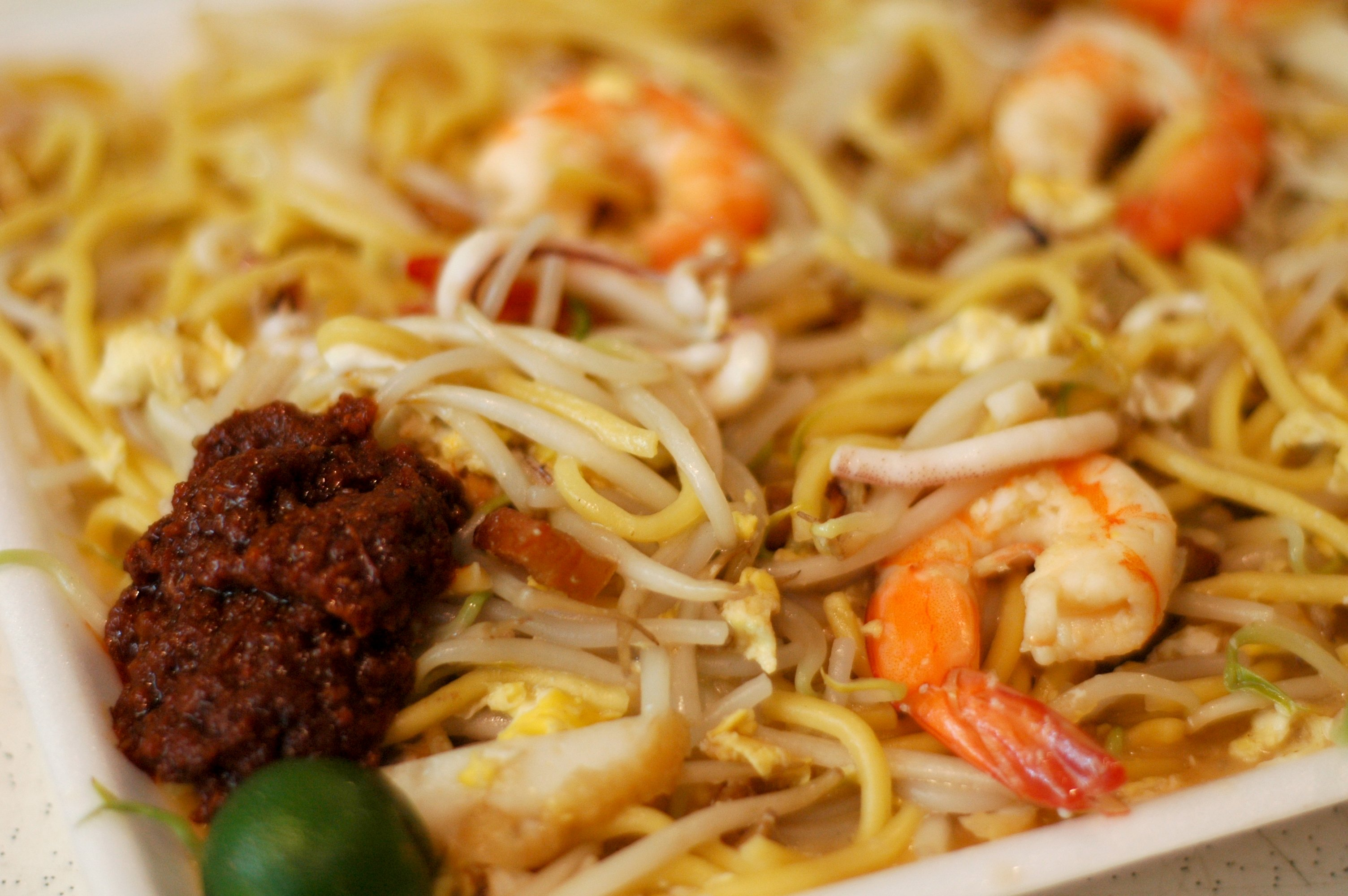
シンガポールのホッケン・ミー

ホッケン・ミーまたはホッキエン・ミー（閩南語 福建麵、Hok-kiàn mī。英語 Hokkien mee、Hokkien Noodles）はシンガポール、マレーシアなどで食べられている焼きそばの一種。福建ミー、福建焼きそばなどとも呼ばれる。主に、シンガポール式、クアラルンプール式があり、味付けや具に違いがある。

## 概要
福建料理の麺料理を元に、現地の気候、味覚、食材によって変化したものである。この点では長崎県の皿うどんとも共通する。
福建省は米作地帯にあり、焼きビーフン(炒米粉)、クイティアオ(炒餜条)などのライスヌードルもよく食べられているが、中原地方から移り住んだ人たちが、行事食として小麦粉の麺料理を珍重してきた伝統から、「燜麺」、「熱乾麺」、「鹵麺」、「蝦麺」、「牛肉麺」など、小麦麺を使った地方料理も多い。シンガポール、マレーシア、インドネシアなどの東南アジアには福建省出身の華僑、華人も多く、数百年間の交流によって、福建省の料理や食文化も渡り伝えられ、逆に東南アジアの調味料や食材も福建省に伝えられてきた歴史がある。
福建省で小麦粉の炒め麺というと、南部の「炒麺線」と呼ばれる焼き素麺が著名で、しかもいったん油で揚げてから煮戻す手法が使われる特徴がある。また、漳州風の「炒麺条」のように、いったん麺だけを炒めて甘めの下味を付け、次に具を炒めて、水溶き片栗粉で餡にしたあと、麺を再投入する焼きそばもある。シンガポールやマレーシアのホッケン・ミーはこれらのものとも異なる。

## シンガポール式

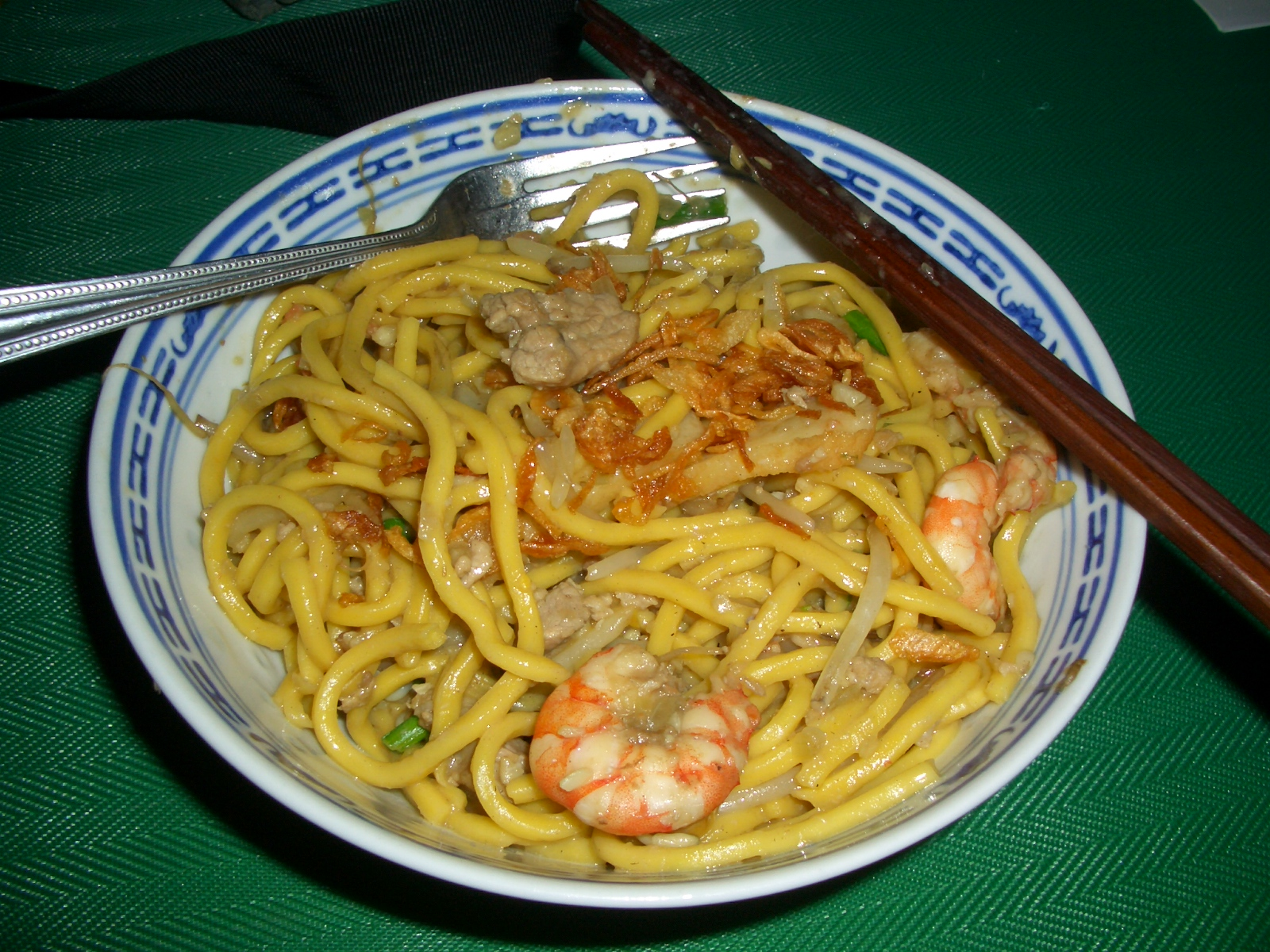
シンガポールのホッケン・ミー

シンガポールホッケン・ミーは、基本的にエビ焼きそばである。ホッキエン・ヘー・ミー（閩南語 福建蝦麵。英語 Hokkien hae mee、Hokkien prawn noodles）とも呼ばれる。「黄麺」と呼ばれる中太の卵麺を用い、小エビ、イカ、炒り卵、もやしなどの具を入れて炒める。食べる際にはライムに似た、マレーシア語でリマウ・プルッ(limau purut)と呼ばれるコブミカンを絞ったり、サンバルや唐辛子ペーストを加えることも行われる。
国外ではアメリカ合衆国やカナダなどに提供する店がある他、日本では東京都渋谷区に専門店がある。

## クアラルンプール式

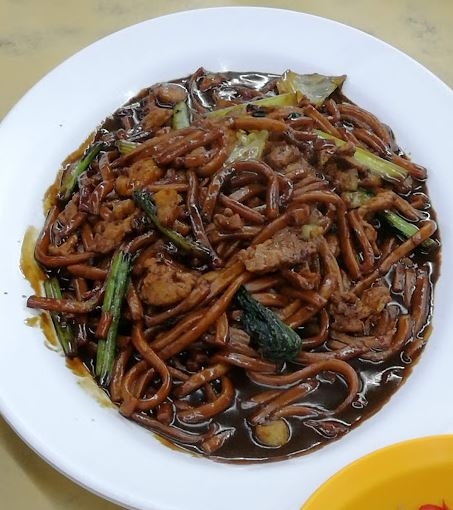
クアラルンプールのホッケン・ミー

マレーシアのクアラルンプール式ホッケン・ミーは、かん水を使った黄色い太麺を用い、ラード、黒い醤油、豚肉、菜心、キャベツなどの具を使った、色の濃い焼きそばである。ホッキエン・チャー・ミー（閩南語 福建炒麵。英語 Hokkien char mee、Hokkien fried noodles）とも呼ばれ、クアラルンプールだけでなく、スランゴール州など、Klang Valleyとよばれるクラン川流域の町でも見られる。
クアラルンプール式ホッケン・ミーの発祥は1930年前後にさかのぼり、中華民国福建省安渓県出身の王金蓮が1927年にマレーシアに移り住み、クアラルンプールのチャイナタウンである茨廠街付近で屋台を開いて出したとされる。当初は、福建省で一般的な汁そばを主力にしたが、熱帯気候に合わず、「大地魚」と呼ばれるヒラメ類の乾物の粉末、黒い醤油を使ってうまみや濃厚な味を出し、それを麺にしみこませ、からませたものにして、人気を得た。食べる時には、好みでサンバル・ブラチャンや唐辛子ペーストを付ける。

## ペナン式

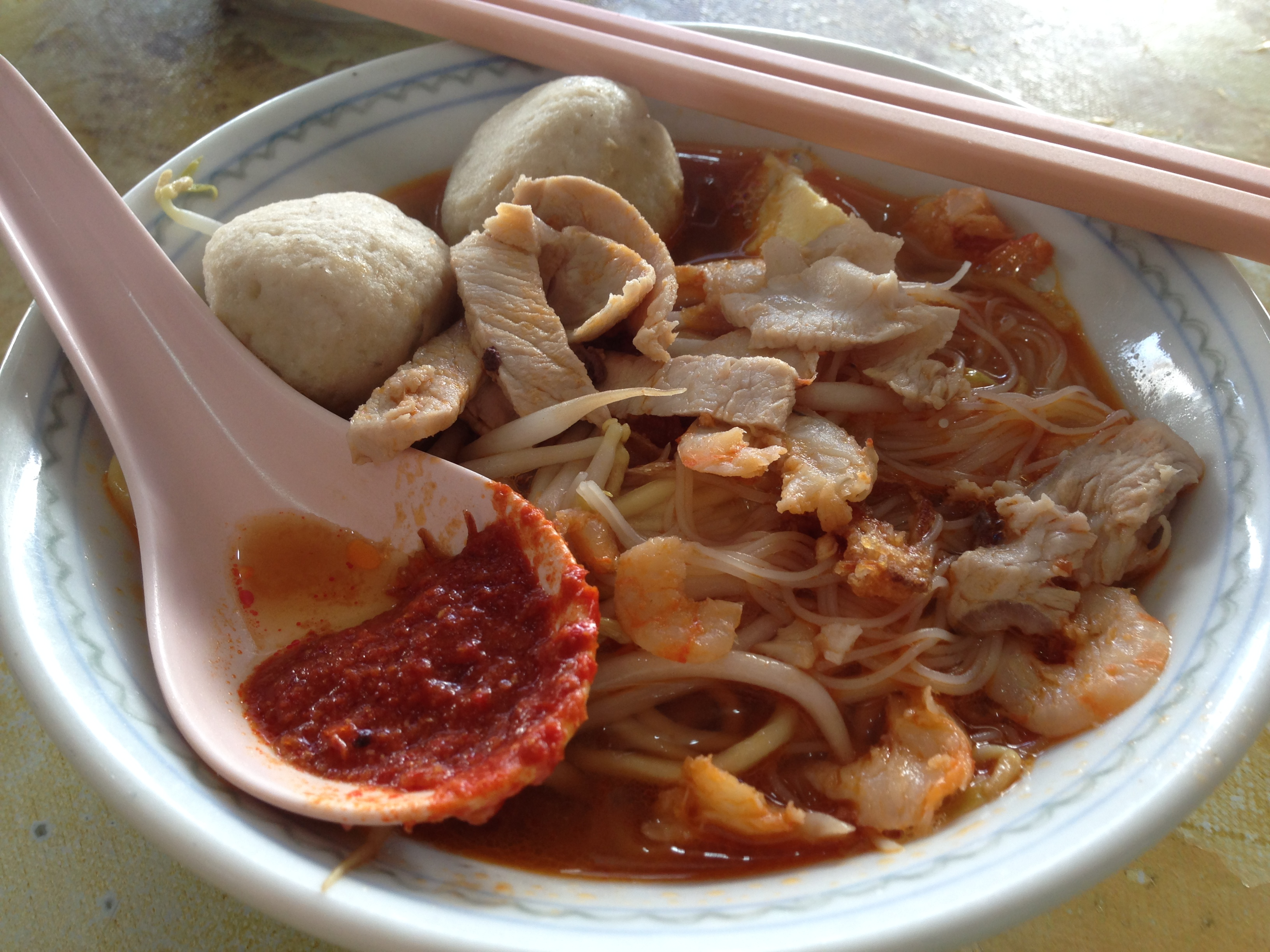
ペナンのホッケン・ミー

マレーシアのペナンにも、地元でホッケン・ミーとよばれる麺料理があるが、焼きそばではなく、ジョホール州などマレーシアの他地方、シンガポール、福建省のアモイ市などでハーミー、ヘーミー（蝦麺）と呼ばれるエビがらの出汁を使ったピリ辛の汁そば（ラーメン）である。
具として、小エビ、ヨウサイが一般的な他、鶏肉、豚肉、豚の脂身、つみれなども使われる。同じ汁でビーフンを選ぶこともでき、両方を半々で出す店もある。好みで辛さを足せるように、唐辛子ペーストが用意されている。ペナンのエビがら出汁は、太平洋戦争で日本に占領された時代に、魚介類は日本人に売り渡すことしかできず、残ったがらを利用したのが始まりとも言われる。